# Ivan Boras
Ivan Boras (* 31. Oktober 1991 in Zagreb) ist ein momentan vereinsloser kroatischer Fußballspieler.

## Verein
Boras begann seine Karriere in seiner Heimatstadt bei Lokomotiva Zagreb, für den er im März 2010 in der 1. HNL debütierte. 2013 wechselte er zum Ligakonkurrenten HNK Rijeka und 2014 weiter zum Topklub Dinamo Zagreb, wo er nur vier Pflichtspiele absolvierte und hauptsächlich für die Reservemannschaft spielte. Im Sommer 2019 unterschrieb Boras dann einen Vertrag beim slowenischen Zweitligisten NK Krško. Auch dort bestritt er in anderthalb Jahren nur eine Partie und sein Vertrag wurde in der Winterpause 2020/21 wieder aufgelöst. Seitdem ist Boras ohne neuen Verein.

## Nationalmannschaft
Am 5. Februar 2013 absolvierte Boras ein Testspiel für die kroatische U-21-Nationalmannschaft gegen die Niederlande. Bei der 2:3-Niederlage in Pula kam er über die kompletten 90 Minuten zum Einsatz und erzielte dabei einen Treffer.

## Erfolge
- Kroatischer Meister: 2015
- Kroatischer Pokalsieger: 2015, 2016